# 萌え萌えシリーズ
萌え萌えシリーズ（もえもえシリーズ）は、日本の出版社・イーグルパブリシングより刊行されている萌え本のシリーズ。各タイトルが全て「萌え萌え○○」で統一されていることから、発行元によりこの総称が与えられている。

## 概要
2005年4月に刊行された「萌え萌え! 四文字熟語」が第1弾である。初期はことわざやインターネットスラングを題材にした用語辞典的なものが中心で参加イラストレーターは1冊につき原則1〜2名であったが、2006年に刊行された「萌え萌え武器事典」以降はサブカルチャー的な題材が中心となる。また、参加イラストレーターの数も急増し、各イラストレーターが武器や道具の使用方法を美少女キャラクターに実演させるスタイルが定着する。2007年になると「萌え萌え武器事典」の製作を行ったJCNはメディア・テック社から「萌える大百科」をリリースするようになり、イーグルパブリシングにおける書籍製作請負から撤退した。
2007年に刊行されたTEAS事務所編集「萌え萌え女神事典」以降は世界各国の神話・伝承を題材にしたタイトルも刊行されており、シリーズとは別に「萌え萌え天使事典」「萌え萌え悪魔事典」の2タイトルに掲載されたイラストを再録した画集も発売されている。
福島県や香川県では「萌え萌えお仕置きアイテム事典」が暴力的描写があるため、青少年保護育成条例に基づく有害図書に指定されている。
各社の相次ぐ萌え本参入により題材が重複するケースも発生しており、内容の差別化が課題となっている。
株式会社ホビージャパンより発行されている萌える事典シリーズとは違う。

## タイトル一覧
- 萌え萌え! 四文字熟語（ISBN 978-4861460579）
- 萌え萌え用語の萌え知識（ISBN 978-4861460784）
- 萌え萌えブログの作り方遊び方（ISBN 978-4861460791）
- 萌え萌え! ことわざ辞典（ISBN 978-4861460890）
- 萌え萌え武器事典（ISBN 978-4861461156）
- 萌え萌え銃器事典（ISBN 978-4861461163）
- 萌え萌え幻想武器事典（ISBN 978-4861461224）
- 萌え萌えミリタリー階級事典（ISBN 978-4861461231）
- 萌え萌え武器事典II（ISBN 978-4861461255）
- 萌え萌え銃器事典II（ISBN 978-4861461279）
- 萌え萌え制服図鑑（ISBN 978-4861461309）
- 萌え萌え特殊銃器事典（ISBN 978-4861461330）
- 萌え萌え防具事典（ISBN 978-4861461347）
- 萌え萌えランジェリー図鑑（ISBN 978-4861461361）
- 萌え萌えお仕置きアイテム事典（ISBN 978-4861461378）
- 萌え萌えジュエリー図鑑（ISBN 978-4861461408）
- 萌え萌えスパイ事典（ISBN 978-4861461422）
- 萌え萌え格闘技事典（ISBN 978-4861461446）
- 萌え萌え妖女伝説（ISBN 978-4861461491）
- 萌え萌え幻獣事典（ISBN 978-4861461514）
- 萌え萌え有毒生物図鑑（ISBN 978-4861461569）
- 萌え萌え魔法事典（ISBN 978-4861461453）

TEAS事務所編集
- 萌え萌え女神事典（ISBN 978-4861461248）
- 萌え萌え悪魔事典 side黒（ISBN 978-4861461262）
- 萌え萌え天使事典 side白（ISBN 978-4861461286）
- 萌え萌え妖精事典（ISBN 978-4861461316）
- 萌え萌え妖怪事典（ISBN 978-4861461439）
- 萌え萌え英雄事典＜ヨーロッパ編＞（ISBN 978-4861461484）
- 萌え萌え戦乙女事典（ISBN 978-4861461392）
- 萌え萌え三国志事典（ISBN 978-4861461552）
- 萌え萌えドラゴン事典（ISBN 978-4861461620）
- 萌え萌え妖怪事典 零（ISBN 978-4861461668）

画集
- 天使&悪魔事典ビジュアルファンブック（ISBN 978-4861461293）
- 女神&妖精事典ビジュアルファンブック（ISBN 978-4861461538）